# Live at the Royal Albert Hall (álbum de Bring Me the Horizon)
Live at the Royal Albert Hall es un álbum directo publicado por la banda británica Bring Me the Horizon. Fue grabado el 22 de abril de 2016 en el Royal Albert Hall, con acompañamiento de la Orquesta Parallax dirigida por Simon Dobson. El álbum fue lanzado el 2 de diciembre de 2016 a través de la plataforma micromecenazgo PledgeMusic, con todos los ingresos que se donan a Teenage Cancer Trust.

## Promoción y lanzamiento
En marzo de 2016, se anunció que el programa sería grabado y luego lanzado como un álbum de video en vivo, con todos los ingresos de la publicación que va a Teenage Cancer Trust. Después de estar inicialmente programado para el 1 de septiembre de 2016, El álbum fue publicado el 2 de diciembre de 2016 en doble CD, triple LP, doble DVD, Blu-ray y descarga digital.

## Lista de canciones
Todas las letras escritas por Oliver Sykes, toda la música compuesta por Bring Me the Horizon, except where noted. 
| N.º | Título                                                                             | Álbum original                                                                      | Duración |  |
| 1.  | «Intro (Overture: At the Earth's Curve)/Doomed» (intro compuesto por Simon Dobson) | That's the Spirit                                                                   | 7:24     |  |
| 2.  | «Happy Song»                                                                       | That's the Spirit                                                                   | 4:43     |  |
| 3.  | «Go to Hell, for Heaven's Sake»                                                    | Sempiternal                                                                         | 5:09     |  |
| 4.  | «Avalanche»                                                                        | That's the Spirit                                                                   | 5:29     |  |
| 5.  | «It Never Ends»                                                                    | There Is a Hell, Believe Me I've Seen It. There Is a Heaven, Let's Keep It a Secret | 6:07     |  |
| 6.  | «Sleepwalking»                                                                     | Sempiternal                                                                         | 4:57     |  |
| 7.  | «Empire (Let Them Sing)»                                                           | Sempiternal                                                                         | 4:14     |  |
| 8.  | «Throne»                                                                           | That's the Spirit                                                                   | 4:05     |  |
| 9.  | «Shadow Moses»                                                                     | Sempiternal                                                                         | 5:09     |  |
| 10. | «True Friends»                                                                     | That's the Spirit                                                                   | 6:15     |  |
| 11. | «Follow You»                                                                       | That's the Spirit                                                                   | 3:54     |  |
| 12. | «Can You Feel My Heart»                                                            | Sempiternal                                                                         | 6:00     |  |
| 13. | «Antivist»                                                                         | Sempiternal                                                                         | 4:32     |  |
| 14. | «Drown»                                                                            | That's the Spirit                                                                   | 7:09     |  |
| 15. | «Oh No»                                                                            | That's the Spirit                                                                   | 8:26     |  |

## Personal
Bring Me the Horizon
| - Oliver Sykes – voz - Lee Malia – guitarra líder - Matt Kean – bajo - Matt Nicholls – batería - Jordan Fish – teclados - John Jones – guitarra rítmica |

Orquesta
| - Simon Dobson – conducción - Will Harvey – violín - Beatriz Carbonell – violín - Claire Sledd – violín - Lucy McKay – violín - Elena Abad – violín - Jess Coleman – violín - Will Newell – violín - Emma Fry – violín - Jess Wadey – violín - Conor Masterson – violín - Olivia Holland – violín - Iryna Glyeboya – violín - Zami Jalil – viola - Raisa Zapryanova – viola - Emma Purslow – viola - Ting-Ru Lai – viola - Sophia Rees – viola - Niamh Sanders – viola - Maddie Cutter – chelo - Bethan Lloyd – chelo - Jobine Seikman – chelo - Fraser Bowles – chelo - Alexandra Marshall – chelo - Alice Grote – chelo - Alexander Verster – contrabajo - Jess Ryan – contrabajo - Sam Kinrade – trompeta - Victoria Rule – trompeta - Oli Hickie – trompa - Stephen Craigen – trompa - Laurie Truluck – trompa - Tom Bettley – trompa - Ben Thorpe – trombón - Jane Salmon – trombón - Ross Anderson – trombón bajo - George Ellis – tuba - Zara Jealous – flauta, flautín - Alex Griffiths – flauta - Eleanor Tinlin – oboe - Stephanie Oatridge – oboe - Antonia Lazenby – fagot - Tom Moss – contrafagot - Dan Hillman – clarinete, saxofón - Will Gibson – clarinete - Alexander Rider – arpa - Beth Higham-Edwards – tímpano - Kat Marsh – coros - Dan Lancaster – coros - Christina Piper – coros - Julia Webb – coros - Josh Bevan – coros - Richard Thorp – coros - Mickael Picquerey – coros - Luke Holmes – coros - Catrina McTigue – coros - Emma Fish – coros - Patrick James Pearson – coros - Matthew Reynolds – coros - Rio Hellyer – coros - Elani Evangelou – coros |